# Abdoul Aziz Ndao
Abdoul Aziz Ndao (Ndaw) (* 31. Mai 1922 in Mékhé, Senegal; † 12. Februar 2011 in Dakar, Senegal) war ein senegalesischer Politiker der Parti Socialiste (PS).

## Biografie
Ndao wurde erstmals 1973 als Kandidat der PS zum Mitglied der Nationalversammlung gewählt und vertrat in dieser bis 1993 die Stadt Tivaouane. 1988 wurde  er als Nachfolger von Daouda Sow Präsident der Nationalversammlung und bekleidete dieses Amt fünf Jahre lang bis zu seiner Ablösung durch Cheikh Abdoul Khadre Cissokho 1993.
Innerhalb der PS war er auch während der Oppositionszeit Mitglied des Politbüros sowie als Nationalsekretär mit dem Parteileben betraut. Ndao war bis zu seinem Tode schließlich Mitglied des Beratungsgremiums der PS, des Comité des sages.